# ورزشگاه فاس
ورزشگاه فاس (عربی: المركب الرياضي لفاس‎) یک ورزشگاه چندمنظوره در مجموعه ورزشی فاس درفاس، مراکش است. این ورزشگاه بیشتر برای مسابقات فوتبال استفاده می شود و همچنین دارای امکانات دو و میدانی است، استادیوم دارای ۴۵۰۰۰ نفر است و در سال ۲۰۰۳ ساخته شده است.

## تازیخچه
نقشه های این ورزشگاه که توسط معماران و مهندسان مراکشی محقق شد و راه اندازی آثار در سال ۱۹۹۲ انجام شد، اما تنها ۲ سال بعد شروع به ساخت آن کرد که باید در سال ۱۹۹۷ به پایان می رسید تا در ورزشگاه Honor of Meknes پناه بگیرد. ۱۹۹۷ جام ملت های نوجوانان آفریقا که توسط مراکش برگزار شد. استادیوم عمدتاً به دلیل مشکلات فنی به موقع تحویل داده نشد و تا سال ۲۰۰۳ کار به پایان نرسید.
کل مجموعه شامل یک اتاق رسانه، یک مرکز کمک های اولیه، یک درمانگاه و یک اتاق کنترل دوپینگ است، در حالی که پارکینگ ورزشگاه در اختیار بازدیدکنندگان است که می تواند حداکثر ۷۵۰۰ ماشین را در خود جای دهد.
این ورزشگاه در سال های ۲۰۰۶ و ۲۰۱۰ نیز به عنوان نامزدی مراکش برای برگزاری جام جهانی فوتبال وارد شد و به این مناسبت مجموعه به طور کامل بازسازی شد و با اضافه شدن ۵۰۰۰ صندلی تغییرات جزئی داشت و ظرفیت کل آن به ۴۵۰۰۰ صندلی افزایش یافت. اما در ۱۵ می ۲۰۰۴ این سازمان سرانجام با ۱۴ رای در مقابل ۱۰ رای برای مراکش میزبانی حام حهانی را به آفریقای جنوبی داده شد.
ورزشگاه فاس رسماً در ۲۵ نوامبر ۲۰۰۷، چهار سال پس از اتمام فینال جام تختی ۲۰۰۶–۲۰۰۷، با مسابقه ای بین باشگاه فوتبال ارتش سلطنتی مراکش و باشگاه فوتبال الرشاد البرنوصي افتتاح شد که با پیروزی باشگاه فوتبال ارتش سلطنتی مراکش به پایان رسید. ۱-۱، ۵ زبانه تا ۳). ورود برای این دیدار آزاد بود و ۴۰ هزار تماشاگر از شهرهای مختلف مراکش در آن حضور داشتند. اولین گلی که در این ورزشگاه به ثمر رسید، گل اتیک چیهاب از (باشگاه فوتبال ارتش سلطنتی مراکش) است.
از زمان افتتاح این ورزشگاه، تیم مغربی فاس اقامت گزیده و اولین بازی خود را در این ورزشگاه در جریان بازی لیگ مقابل جوانان المسیرا برگزار شد.